# Carmen Rigalt
Carmen Rigalt Tarragó (Vinaixa, Lérida, 1949) es una periodista y escritora española.

## Biografía

### Prensa escrita
Tras licenciarse en Periodismo en la Universidad de Navarra, comienza su carrera profesional en el diario Pueblo en 1971. Compaginó esa dedicación con colaboraciones, desde 1976, en la revista Viva.
En 1977 es contratada por el diario Informaciones, y un año más tarde dirige la revista femenina Libera. Desde 1992 escribe una columna en El Mundo. También ha colaborado con la revista Diez Minutos.
En 2001 la Audiencia Provincial de Madrid la absolvió de un delito de intromisión al honor del que le acusaba el cantante Alejandro Sanz, a quien atribuyó en El Mundo la condición de homosexual. Esta sentencia fue revocada en septiembre de 2008 por el Tribunal Supremo, condenando a Carmen Rigalt, al director de la revista dominical de El Mundo, Miguel Ángel Mellado y a Unidad Editorial (empresa editora de El Mundo) a indemnizar a Alejandro Sanz con 30.000 euros, confirmando la sentencia condenatoria en primera instancia.
El 28 de noviembre de 2018 publicó un artículo en el diario El Mundo donde comparaba el plan de ordenación de tráfico rodado en el centro de Madrid con el gueto de Varsovia, hecho por el que fue tildada de xenófoba y antisemita.

### Televisión
En televisión colaboró, entre 1991 y 1996, en el programa Pasa la vida, magacín matinal que conducía María Teresa Campos en Televisión Española y en el que se hizo cargo de una sección de comentario sobre actualidad junto a Rosa Villacastín. En Día a día (Telecinco) y en Cada día (Antena 3) participó en la tertulia política.
Desde 2007 participa esporádicamente programas sobre crónica rosa de Telecinco como Hormigas blancas, Nada es igual o Sálvame.

### Literatura
En 1997 publicó su primera novela Mi corazón que baila con espigas, con la que quedó finalista del Premio Planeta. Posteriormente ha editado la novela La mujer de agua y el ensayo Diario de una adicta a casi todo.

### Datos familiares
Está casada con el periodista Antonio Casado y tiene dos hijos, uno es Antonio Casado Rigalt, diplomático de carrera y su otro hijo es el escritor y experto en arqueología Daniel Casado Rigalt.

## Libros publicados
- Yo fui chica de alterne (1976)
- Mi noche de bodas (1977)
- La vida empieza en lunes (1996)
- Cosas de mujer (1997)
- Mi corazón que baila con espigas (1997)
- La mujer de agua (2000)
- Diario de una adicta a casi todo (2002)
- Todas somos princesas y otras crónicas de la vida cotidiana (2004)
- ¡Socorro!: me estoy pareciendo a mi madre (2005), con Rosa Villacastín
- Noticia de mi vida (2021)[2]